# 이슬람 3세 기라이

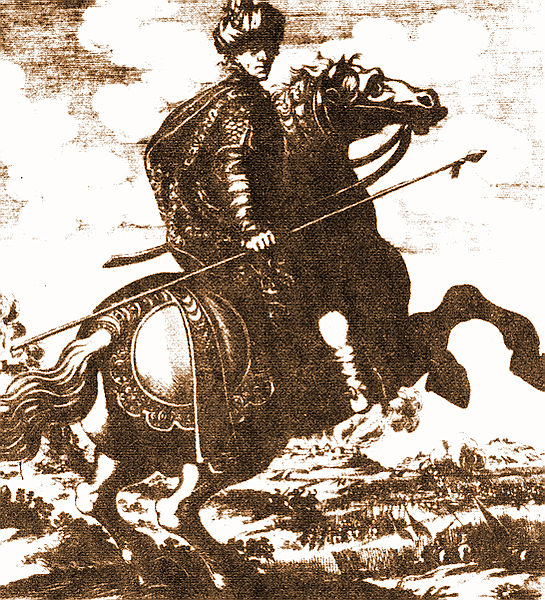

이슬람 3세 기라이(크림 타타르어: III İslâm Geray ۳اسلام كراى) (1604년 ~ 1654년)는 크림 칸국의 칸이다. 1648년 3월 바흐치사라이에서 자포르지아 코사크의 지도자 보흐단 흐멜니츠키과 동맹을 맺었다.

## 참고 문헌
황영삼. 《페레야슬라프 조약이 러시아-우크라이나에 끼친 영향과 역사적 평가: 정교회의 변혁과 우크라이나인의 민족정체성 형성을 중심으로》 (학위논문). 340쪽.
| 전임 메흐메드 4세 기라이 | 크림의 칸 1644년 ~ 1654년 | 후임 메흐메드 4세 기라이 |